# Episodi di In aller Freundschaft (decima stagione)
La decima stagione della serie televisiva In aller Freundschaft è stata trasmessa in anteprima in Germania da Das Erste tra il 16 gennaio 2007 e l'11 dicembre 2007.
| nº | Titolo originale                | Prima TV Germania |
| -- | ------------------------------- | ----------------- |
| 1  | Umwege                          | 16 gennaio 2007   |
| 2  | Geplatzte Träume                | 23 gennaio 2007   |
| 3  | Über den Tellerrand             | 30 gennaio 2007   |
| 4  | Einzelkämpfer                   | 6 febbraio 2007   |
| 5  | Unter Verdacht                  | 13 febbraio 2007  |
| 6  | Wo das Gute beginnt             | 20 febbraio 2007  |
| 7  | Liebe, Frust und Leid           | 27 febbraio 2007  |
| 8  | Reise ins Ungewisse             | 6 marzo 2007      |
| 9  | So fern und doch so nah         | 13 marzo 2007     |
| 10 | Für immer                       | 20 marzo 2007     |
| 11 | Tiefschläge                     | 27 marzo 2007     |
| 12 | Allein gegen den Rest der Welt  | 4 aprile 2007     |
| 13 | Geliebte Gewohnheit             | 10 aprile 2007    |
| 14 | Endlich zu Hause                | 24 aprile 2007    |
| 15 | Übers Ziel hinaus               | 8 maggio 2007     |
| 16 | Zeit der Wahrheit               | 15 maggio 2007    |
| 17 | Das zweite Leben                | 22 maggio 2007    |
| 18 | Alter schützt vor Torheit nicht | 29 maggio 2007    |
| 19 | Falscher Ehrgeiz                | 5 giugno 2007     |
| 20 | Auf Distanz                     | 12 giugno 2007    |
| 21 | Unwegsamkeiten                  | 19 giugno 2007    |
| 22 | Vertrauensbruch                 | 26 giugno 2007    |
| 23 | Verlockungen                    | 3 luglio 2007     |
| 24 | Ein Vater zu viel               | 10 luglio 2007    |
| 25 | Wo ein Wille ist...             | 17 luglio 2007    |
| 26 | Liebe und Gegenliebe            | 24 luglio 2007    |
| 27 | Gib frei, was du liebst!        | 31 luglio 2007    |
| 28 | Ganze Kerle                     | 7 agosto 2007     |
| 29 | Kurzes Glück                    | 11 settembre 2007 |
| 30 | Nichts bereuen                  | 18 settembre 2007 |
| 31 | Herzrasen                       | 25 settembre 2007 |
| 32 | Heimlichkeiten                  | 2 ottobre 2007    |
| 33 | Konfrontation                   | 9 ottobre 2007    |
| 34 | Erste Schritte                  | 16 ottobre 2007   |
| 35 | Der Ernst des Lebens            | 23 ottobre 2007   |
| 36 | Auf der Flucht                  | 30 ottobre 2007   |
| 37 | Qualvolle Nähe                  | 6 novembre 2007   |
| 38 | Die inneren Werte               | 13 novembre 2007  |
| 39 | Wiedererweckte Gefühle          | 20 novembre 2007  |
| 40 | Reizende Stimmung               | 27 novembre 2007  |
| 41 | Zu neuen Ufern                  | 4 dicembre 2007   |
| 42 | In frohem Jubel                 | 11 dicembre 2007  |